# Lukáš Rohan
Lukáš Rohan (* 30. května 1995 Mělník) je český vodní slalomář, kanoista závodící v kategorii C1. Na Mistrovství Evropy 2020 v Praze vybojoval stříbrnou medaili. Vyhrál jeden závod Světového poháru v červnu 2021 také v Praze. Na Letních olympijských hrách 2020 v Tokiu se stal stříbrným medailistou ve vodním slalomu C1.
Je synem Jiřího Rohana, dvojnásobného stříbrného olympijského medailisty z her v Barceloně 1992 a v Atlantě 1996.

## Sportovní kariéra

### 2024
V tomto roce se probojoval do české reprezentace pro závody Světového poháru na kánoi.
Na Mistrovství Evropy vybojoval spolu s Jiřím Prskavcem a Václavem Chaloupkou stříbrnou medaili v závodě hlídek.

#### Olympijské hry
Kvalifikoval se na Letní olympijské hry 2024 v Paříži. Zde v kategorii C-1 postoupil do finále, kde neprojel jednu branku a skončil na 6. místě.
Lépe se mu dařilo v kategorii KX-1 kajak kros. Zde postoupil až do finále, kde jej však brzy předjeli všichni soupeři, a tak skončil celkově čtvrtý.